# Agrobiologija
Agrobiologija (od latinskog: ager, tj. polje, grčkog: bíos, tj. život, i logos, tj. riječ, znanost) je grana agronomije koja proučava biološke zakonitosti u poljodjelstvu i vrtlarstvu (uspješnost uzgoja i iskoristivosti biljaka s obzirom na kakvoću tla).